# Ксёнжнички
Ксёнжнички (пол. Książniczki) — село в Польше в сельской гмине Михаловице Краковского повета Малопольского воеводства.

## География
Село располагается в 10 км от административного центра воеводства города Краков. Село находится на Мадопольского пути святого Иакова.
В 1975—1998 годах село входило в состав Краковского воеводства.

## Население
По состоянию на 2013 год в селе проживало 287 человек.
| 2010 | 2013 |
| ---- | ---- |
| 288  | 287  |

| Перепись  | Всего   | Всего | Женщины | Женщины | Мужчины | Мужчины |
| --------- | ------- | ----- | ------- | ------- | ------- | ------- |
| Единицы   | человек | %     | человек | %       | человек | %       |
| Население | 287     | 100   | 141     |         | 146     |         |

## Достопримечательности
- Усадьба в Ксёнжничках. Памятник культуры Малопольского воеводства (№ А-507/М[4]).